# 旧宇部銀行館
旧宇部銀行館（きゅううべぎんこうかん）は、山口県宇部市新天町に所在する多目的ホール。近代化産業遺産に認定されている。市民から公募された、ヒストリア宇部（ひすとりあ うべ、英：HISTORIA UBE）という愛称を持つ。指定管理者の「タグボート」が管理を行っている。

## 概要
建物は渡辺翁記念会館等を手がけた村野藤吾の設計によるもので、1939年（昭和14年）に宇部銀行本店として完成した。外観は同時期の銀行建築にみられる西欧古典主義的建築様式とは異なり、戦前の「常盤通り」（現在の国道190号。戦災復興土地区画整理事業によって整備されるより以前は現在と異なる角度で真締川と交差していた。）と真締川の軸線にあわせ、約78度で交差する外壁面で構成された簡素なものとなっている。
宇部銀行は、当時石炭産業を基幹として急速に発展していた宇部村（現・宇部市）において、地域経済を支える地元金融機関創設の要望が高まったことを受け、宇部共同義会を中心に、渡辺祐策ら地元実業家が、当時休眠状態であった広島県賀茂郡阿賀町（現・呉市）の株式会社矢部銀行の営業権を買い取り、1912年（明治45年）7月1日に設立したものである。株主は全て宇部村および同一経済圏に属していた藤山村（現・宇部市）の住民であり、貸出金のうち半分近くは炭鉱関係のものであった。
1944年（昭和19年）3月31日には、「一県一行主義」により当時山口県内にあった宇部・大島・華浦・船城・百十の各行が合併して「山口銀行」が設立され、宇部銀行本店は山口銀行宇部支店となった。その後は2回の増改築を経て同じ建物で営業を続けていたが、2005年（平成17年）4月1日に宇部市と山口銀行が隣接する宇部石炭事務所跡地と宇部支店敷地の土地交換契約を締結し、2006年（平成18年）12月には山口銀行宇部支店が新築移転した。当初は支店の移転後に山口銀行が建物を解体した上で宇部市に土地を引き渡す契約であったが、地元住民を中心に保存すべきとの声が高まり、2007年（平成19年）には藤田忠夫宇部市長（当時）が保存の方針を打ち出した。
保存決定後は、5回の市民ワークショップで活用方法の基本的方針を決定し、2009年（平成21年）5月1日には「旧宇部銀行本店」として宇部市の景観重要建造物に指定された。その後2010年（平成22年）1月から9月にかけて耐震改修および増築部分の撤去工事、駐車場やエレベータ等の周辺整備工事が行われ、指定管理者には「タグボート」が選出。2010年（平成22年）9月25日に多目的ホールの宇部銀行館（愛称：ヒストリア宇部）として開館した。

## 歴史
- 1912年（明治45年）7月1日 - 厚狭郡宇部村（現・宇部市）中宇部259番地1に宇部銀行が開業。
- 1914年（大正3年）7月 - 宇部銀行本店が現在地に移転。
- 1935年（昭和10年） - 宇部銀行本店新築が決定、本店新築委員5名を選出。
- 1937年（昭和12年）9月 - 宇部銀行本店新築工事着工。
- 1939年（昭和14年）10月 - 宇部銀行本店新築工事完成。
- 1944年（昭和19年）3月31日 - 「一県一行主義」により、宇部・大島・華浦・船城・百十の各行が合併して「山口銀行」設立。これに伴い、宇部銀行本店は山口銀行宇部支店となる。
- 1957年（昭和32年） - 改修工事により、当時未施行であった南側突出部にRC造3階建てを増築したほか、2階建て本館屋上にS造平屋を増築、既存部分も全面的に改修を行う。
- 1985年（昭和60年） - 新館増築工事を実施。
- 1998年（平成10年） - 宇部市が石炭事務所跡地（現・山口銀行宇部支店）での複合施設建設について調査開始。
- 1999年（平成11年）
  - 3月23日 - 宇部市土地開発公社が大蔵省から「街なか再生用地」として石炭事務所跡地を購入。
  - 8月19日 - 複合施設調査報告書の完成報告。
- 2001年（平成13年） - 石炭事務所跡地への複合施設建設を断念。
- 2004年（平成16年）9月3日 - 宇部市が宇部市土地開発公社から石炭事務所跡地を取得。
- 2005年（平成17年）4月1日 - 宇部市と山口銀行が石炭事務所跡地と山口銀行宇部支店敷地（当時）の土地交換契約を締結。
- 2006年（平成18年）12月 - 山口銀行宇部支店が隣接する石炭事務所跡地に新築移転。
- 2007年（平成19年）11月 - 経済産業省の近代化産業遺産に認定。
- 2008年（平成20年）3月27日 - 山口銀行が旧宇部支店の建物を宇部市に寄付。
- 2009年（平成21年）5月1日 - 「旧宇部銀行本店」として宇部市の景観重要建造物に指定。
- 2010年（平成22年）
  - 1月-9月 - 改修工事（耐震改修、新館と増築部分の撤去）。
  - 9月25日 - 旧宇部銀行館（愛称：ヒストリア宇部）開館。

## 建築概要
- 設計 - 村野藤吾
- 延床面積 - 約1,420m2
  - 地下1階 - 約410m2
  - 1階 - 約650m2
  - 2階 - 約320m2
  - 3階 - 約40m2
- 敷地面積 - 約2,6602
- 構造 - RC造
- 規模 - 地下1階、地上2階

## 利用情報
所在地
- 山口県宇部市新天町一丁目1番1号

利用時間
- 9:00 - 22:00（カフェKiKiは11:00 - 19:00）

休館日
- 毎月第2火曜日、年末年始（12月29日 - 1月3日）

駐車場（無料）
- 軽自動車 - 12台
- 普通車 - 27台
- 大型バス - 2台
- 身体障害者用 - 2台

## 施設

### 規模・収容人数
| イベントホール - 面積 - 225m2 - 収容人数 - 最大160人 交流ホール - 面積 - 95m2 - 収容人数 - 最大90人 第1交流室 - 面積 - 28m2 - 収容人数 - 最大26人 - 音楽関係用途の使用は不可 第2交流室 - 面積 - 19m2 - 収容人数 - 最大20人 - 音楽関係用途の使用は不可 | 第3交流室 - 面積 - 16m2 - 収容人数 - 最大16人 - 音楽関係用途の使用は不可 第4交流室 - 面積 - 34m2 - 収容人数 - 最大20人 - 音楽関係用途の使用は不可 楽屋 - 面積 - 49m2 - 収容人数 - 最大25人 - イベントホール利用者の控え室 |

### 設備
| イベントホール優先設備 - ミキサー - スピーカー - スピーカースタンド - ワイヤレスマイク - マイクスタンド - BDプレーヤー | 全館共通設備 - ワイヤレスアンプ - ワイヤレスマイク - 優先マイク - ラジカセ - プロジェクタ・スクリーン - 簡易ステージ - 演台 - スポットライト - 折りたたみテーブル - スタッキングチェア - パーティション - ホワイトボード |

## 宇部市内の他の村野藤吾作品
- 宇部興産ビル - 宇部興産により建設された複合ビル。宇部市内では最高層の建築物。
- 宇部市文化会館 - 渡辺翁記念会館に隣接。
- 渡辺翁記念会館 - 宇部興産創業者の渡辺祐策を顕彰して建てられた音楽ホール。

## 交通アクセス
- JR琴芝駅下車、徒歩10分。
- 宇部市営バス「市役所前」バス停下車、徒歩1分。